# Трес-ди-Маю
Трес-ди-Маю (порт. Três de Maio) — муниципалитет в Бразилии, входит в штат Риу-Гранди-ду-Сул. Составная часть мезорегиона Северо-запад штата Риу-Гранди-ду-Сул. Входит в экономико-статистический микрорегион Санта-Роза. Население составляет 23 333 человека на 2007 год. Занимает площадь 422,199 км². Плотность населения — 55,3 чел./км².
Праздник города — 3 мая.

## История
Город основан 15 декабря 1954 года.

## Статистика
- Валовой внутренний продукт на 2003 составляет 228.666.946,00 реалов (данные: Бразильский институт географии и статистики).
- Валовой внутренний продукт на душу населения на 2003 составляет 9.451,39 реалов (данные: Бразильский институт географии и статистики).
- Индекс развития человеческого потенциала на 2000 составляет 0,830 (данные: Программа развития ООН).

## География
Климат местности: субтропический.